# رفيع (اسم)
رفيع هو اسم علم مذكر من أصل عربي، ومعناه هو على صيغة الصفة المشبهة، ذوالمقام السامي ذو المكانة العالية الشريف بين قومه.

## شخصيات تحمل الاسم
- رفيع الدين الدهلوي (1749 – )

## وصلات خارجية
- موسوعة السلطان قابوس لأسماء العرب نسخة محفوظة 5 أبريل 2019 على موقع واي باك مشين.